# Station Gloucester
Gloucester is een spoorwegstation van National Rail in Gloucester, Gloucester in Engeland. Het station is eigendom van Network Rail en wordt beheerd door Great Western Railway. 

## Varia

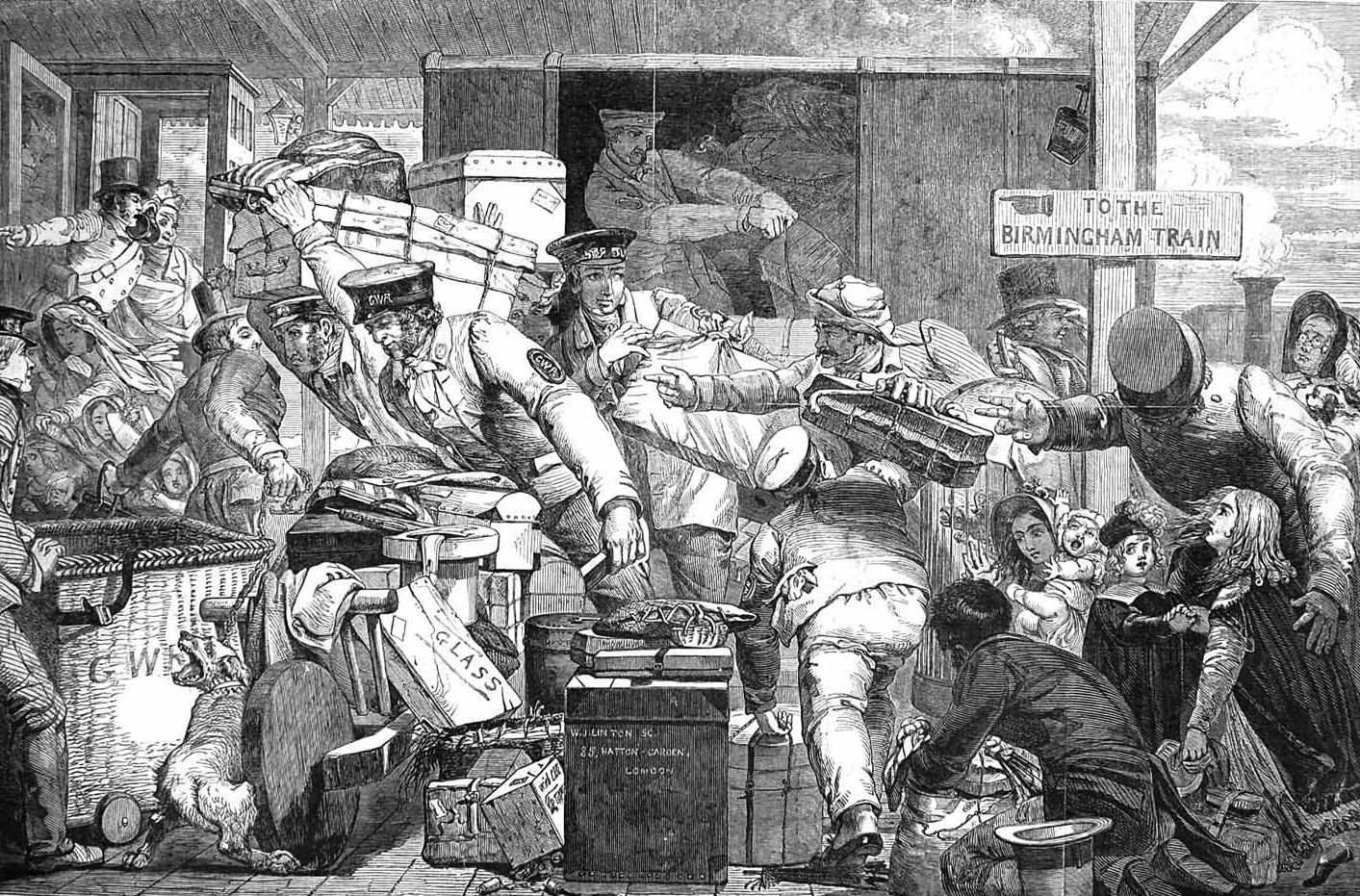
Cartoon uit de Illustrated London News, 6 juni 1846

In de jaren '40 van de negentiende eeuw was station Gloucester het punt waar spoorlijnen met verschillende spoorwijdtes elkaar ontmoetten, hetgeen tot het overstappen van passagiers en het overladen van hun bagage noodzaakte, met overlast en niet zelden zoekraken ("lost in Gloucester") tot gevolg.